# ステータス・アップデート
『ステータス・アップデート』（原題：Status Update）は、2018年のアメリカ合衆国の映画。

## 概要
ロス・リンチとオリヴィア・ホルト主演のロマンティックコメディ映画。オリジナルビデオ作品として製作され、アメリカでは2018年3月23日から限定的に劇場公開され、同年3月30日から配信が開始された。
日本ではAMGエンタテインメントと日活によって同年11月3日より全国で劇場公開されたのち、翌年3月2日にDVD版がリリースされた。DVD版では日本語吹替版が追加された。

## ストーリー
カリフォルニア州出身のカイルは両親の離婚によって知り合いがいないコネチカット州の高校へ転校する。そこはかつていた場所とは全く違う世界で中々馴染めず、何事も自身の思い通りに行かずに苦しむ。そんな中、壊れた携帯電話の修理を依頼しに携帯ショップへ行くと、そこで怪しげな男から特別なアプリ「ユニバース」が入った携帯を手渡される。それは投稿すると必ずその通りになるという魔法のようなアプリで、それを知ったカイルはアプリを使って歌の能力などを手に入れ、気になっていたダニーとも急接近する。
自分をなりたい姿へと変え、欲しいものを何でも手に入れたカイル。まさに望んでいた幸せな状態だったが、全てを手に入れたその世界は段々とおかしくなっていきカイルは大きな選択を迫られる事になる。

## キャスト
括弧内は日本語吹替声優。
- カイル：ロス・リンチ（高梨謙吾）
- ダニー：オリヴィア・ホルト（伊瀬茉莉也）
- シャーロット：コートニー・イートン（高岡香）
- デレク：グレッグ・サルキン（吉田勝哉）
- ダリル：ロブ・リグル（荒井勇樹）
- キャサリン：ファムケ・ヤンセン（髙橋夏季）